# Laurel Canyon
Laurel Canyon è un quartiere nella zona delle Hollywood Hills nella città Los Angeles in California.
Il quartiere si concentra sulla sua arteria centrale, la Laurel Canyon Boulevard che è una rotta importante in direzione nord-sud tra la città di West Hollywood e la San Fernando Valley, in particolare verso il quartiere di Studio City.
A differenza degli altri quartieri vicini, Laurel Canyon ha case disposte in fila su un solo lato della strada principale.

## Storia
L'area dove oggi sorge il quartiere di Laurel Canyon, prima dell'arrivo degli spagnoli, era abitato dalla tribù dei nativi americani Tongva.
Tra la fine del XVIII secolo e l'inizio del XIX, la presenza di acqua sorgiva attirò gli allevatori messicani che vi facevano pascolare le pecore.
Agli inizi del '900 l'area iniziò ad essere edificata. 
Tra il 1912 ed il 1918 un tram elettrico correva lungo il canyon da Sunset Boulevard fino alla base della Lookout Mountain Road. 
In quel periodo le strade vennero migliorate così da poter accedere con le automobili agli edifici in costruzione.
Tra i luoghi famosi della Laurel Canyon vi sono le capanne di tronchi (dette log cabin) una volta di proprietà della star del cinema muto Tom Mix e che più tardi divennero sede del clan di Frank Zappa.
Negli anni '60 il quartiere fece da palcoscenico alla Controcultura diventando famosa per essere la residenza di molti musicisti rock come Frank Zappa, Jim Morrison dei The Doors, The Byrds, Buffalo Springfield, Joni Mitchell, Canned Heat, John Mayall ed i componenti dei Love e degli Eagles.